# Tumba de Eva

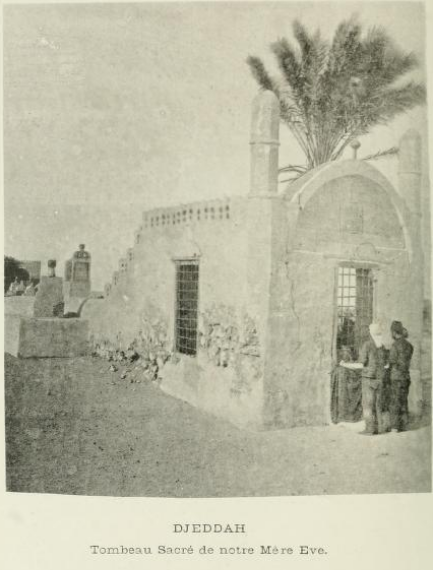
O tumba de Eva em 1894, durante o período otomano

A tumba de Eva está localizada na cidade de Jidá, Arábia Saudita. Segundo a tradição islâmica acredita-se que seja o local de sepultamento da personagem bíblica Eva. A tumba foi selada com concreto, pelas autoridades religiosas, em 1975.